# 29 Cygni
29 Cygni, som är stjärnans Flamsteed-beteckning, är en ensam stjärna belägen i den mellersta delen av stjärnbilden Svanen, som också har variabelbeteckningen V1644 Cygni. Den har en högsta  skenbar magnitud på ca 4,93 och är svagt synlig för blotta ögat där ljusföroreningar ej förekommer. Baserat på parallax enligt Gaia Data Release 2 på ca 24,9 mas, beräknas den befinna sig på ett avstånd på ca 131 ljusår (ca 40 parsek) från solen. Den rör sig närmare solen med en heliocentrisk radialhastighet av ca -17 km/s. Stjärnan ingår i den 30–50 miljoner år gamla Argusföreningen av stjärnor med gemensam egenrörelse.

## Egenskaper
29 Cygni är en vit till blå stjärna i huvudserien av spektralklass A2 V. Den har en massa som är ca 2 solmassor, en radie som är ca 1,2 solradier och utsänder ca 25 gånger mera energi än solen från dess fotosfär vid en effektiv temperatur av ca 8 800 K. Stjärnan har en måttlig rotation och visar en projicerad rotationshastighet av 65 km/s.
29 Cygni är en pulserande variabel av Delta Scuti-typ (DSCT) som varierar mellan visuell magnitud +4,94 och 4,97 med en period av 0,031 dygn eller 45 minuter. Rodríguez et al. (2000) klassificerar den som en Delta Scuti-variabel med en frekvens av 0,0267 cykler per dygn. Den är en kemiskt märklig stjärna av Lambda Bootis-klass och den första stjärnan som klassificerats som en pulserande variabel.
29 Cygni listas i flera stjärnkataloger med flera följeslagare inom 4 bågminuter, inklusive den gula stjärnan HD 192661 7:e magnituden. Alla är bakgrundsobjekt som inte är fysiskt förbundna med 29 Cygni själv.